# Deelnemers AFC-toernooien Israël
Deze tabel bevat de deelnemende clubs uit Israël in de verschillende AFC toernooien per seizoen.
Israël was in 1956 toegelaten als lid van de Aziatische voetbalbond AFC. In de jaren 70 werd het land uit de AFC gezet vanwege politieke druk. In 1992 werd de Israëlische voetbalbond toegelaten als lid van de Europese voetbalbond (UEFA). Vanaf het seizoen 1992/93 namen de clubs aan de UEFA-toernooien deel.

## Deelnemers
N.B. Door op de clubnaam te klikken wordt er gelinkt naar het betreffende toernooi in het betreffende seizoen op Wikipedia 
| Seizoen | Landskampioenen  |  |
| ------- | ---------------- |  |
| 1967    | Hapoel Tel Aviv  |  |
| 1968/69 | Maccabi Tel Aviv |  |
| 1970    | Hapoel Tel Aviv  |  |
| 1971    | Maccabi Tel Aviv |  |
| 1972    | Maccabi Netanya  |  |